# Геттінгенська академія наук
Геттінгенська академія наук (нім. Akademie der Wissenschaften zu Göttingen) — громадська некомерційна організація в м. Геттінгені, головний науково-дослідний центр Нижньої Саксонії при Геттінгенському університеті, член Союзу Академій наук Німеччини.

## Історія
Геттінгенську академію наук було створено в 1751 році за розпорядженням курфюрста Георга II як вчені збори курфюрства Ганновер (Геттінгенське королівське наукове товариство), і таким чином вона є другим за старшинством державним вченим зібранням Німеччини (після Берлінської академії наук). Особливістю нової установи, що відрізняло її від інших академій наук XVIII століття, було те, що академія мала найтісніший зв'язок з Геттінгенським університетом імені Георга II. За суттю обидві організації спочатку задумувалися як взаємопов'язана система: завданням Геттінгенського університету проголошувалося «навчання юнацтва», в обов'язки же цієї академії ставилося «здійснювати дослідження й сприяти процвітанню наук». На основі цього, членом згаданої академії міг стати будь-який професор із Геттінгенського університету, який вирішив присвятити себе не стільки викладанню, скільки науково-дослідницької діяльності. Так, першим президентом даної Академії наук став один з керівників Геттінгенського університету, прославлений анатом Альбрехт фон Галлер (*1708-†1777). Нині академія за суттю є науково-дослідним і експертним центром при зазначеному університеті.

## Структура
Геттінгенська академія наук має класичний для наукових товариств Німеччини поділ на класи. З моменту заснування і донині виділяється два класи:
- фізико-математичний та
- історико-філологічний.

Однак, зарахування в академію у відповідний клас є формальністю, оскільки основним принципом академії проголошений принцип міждисциплінарності. Загальне керівництво здійснює пленум — збори всіх дійсних членів академії. У перервах між скликаннями пленуму поточне адміністрування доручено президії у складі президента, віце-президента, голів обох класів і членів академії, призначених до президії за рішенням пленуму. Головою академії є президент.

## Нагороди
Геттінгенська академія наук вручає нагороди:
- Премія імені Денні Гайнемана,
- Медаль Ліхтенберга[de]

та інші.